# Vidmantas Kanopa
Vidmantas Kanopa (* 3. Juni 1956 in Audronys, Rajongemeinde Rokiškis) ist ein litauischer sozialdemokratischer Politiker, Vizeminister und Bürgermeister der Rajongemeinde Rokiškis.

## Leben
Nach dem Abitur 1974 an der Mittelschule Rokiškis absolvierte er 1979 das Diplomstudium der Mechanik an der Lietuvos žemės ūkio akademija. 1985 promovierte er am Forschungsinstitut für Elektrifizierung und Mechanisation der Landwirtschaft Litauens und von 2001 bis 2003 absolvierte das Masterstudium des Managements an der Tarptautinė aukštoji vadybos mokykla. 1983 war er Leiter des Kolchoses „Naujas gyvenimas“, 1990 Direktor im Sowchos in Obeliai, von 2000 bis 2001 Bürgermeister von Rokiškis. Seit 2013 ist er stellvertretender Landwirtschaftsminister Litauens, Stellvertreter von Vigilijus Jukna (* 1968) im Kabinett Butkevičius.
Ab 1995 war er Mitglied von Lietuvos centro sąjunga, 1999 von Lietuvos valstiečių partija, ab 2006 von Lietuvos valstiečių liaudininkų sąjunga, ab 2010 von Lietuvos socialdemokratų partija.
Er ist verheiratet. Mit Frau Daiva hat er die Söhne Justinas und Vaidotas.